# Consolida ajacis
Consolida ajacis (Banyetes, banyets, conillets de jardí, esperó de cavaller o palometes) és una espècie que pertany a família de les ranunculàcies.

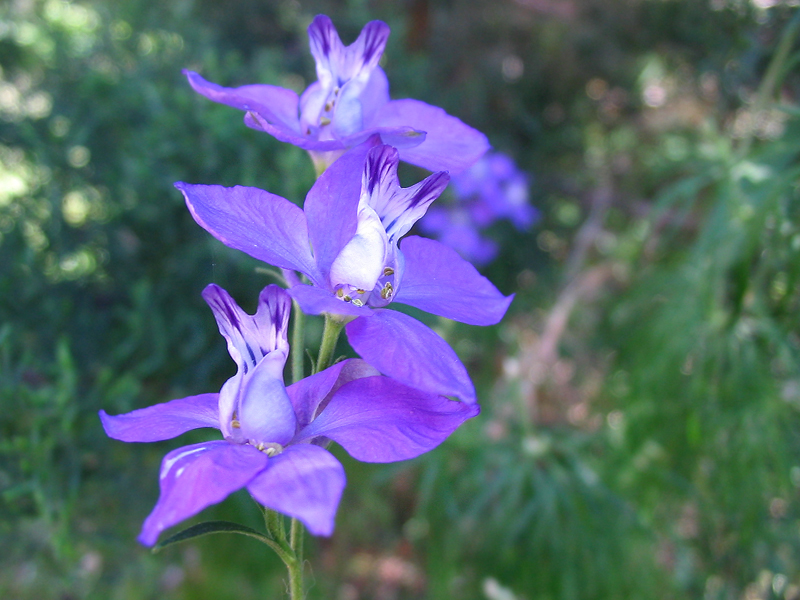
Detall de la flor

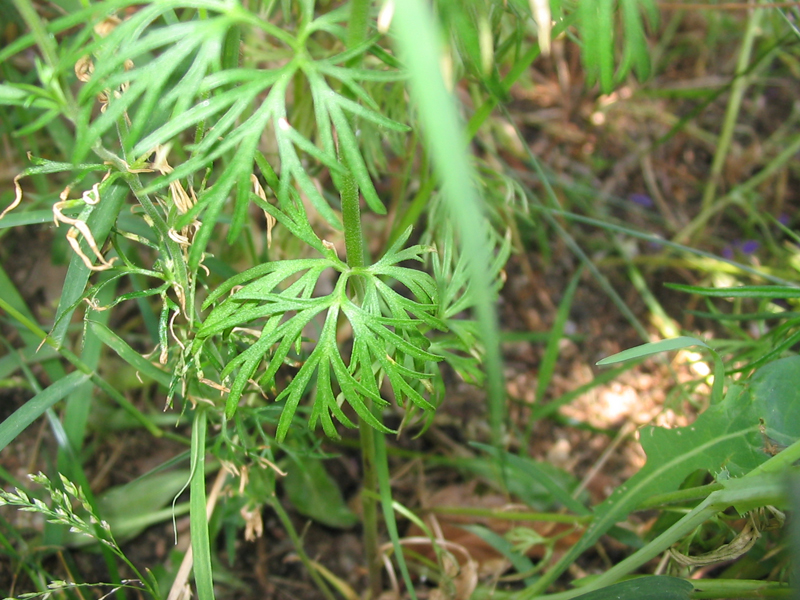
Detall de les fulles

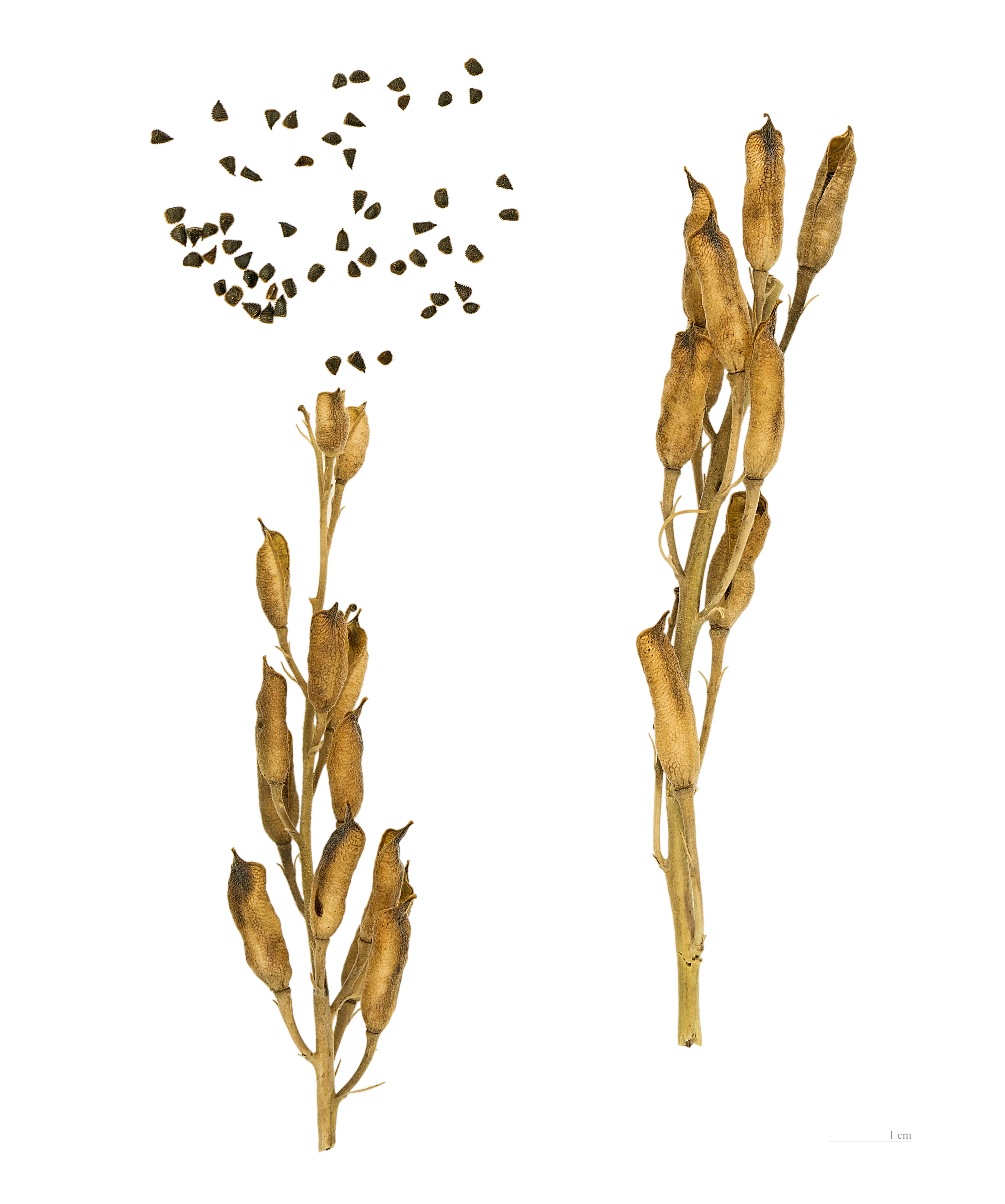
Consolida ajacis

## Descripció
Consolida ajacis és una planta herbàcia anual, pubescent (és molt rar trobar-la sense pèl o glabrescent). La tija pot arribar a fer entre 30 a 100 cm d'alçada. Les fulles estan profundament dividides, amb divisions oblongues d'1 mm de amplada. Les flors són zigomorfes i es presenten en inflorescències per diversos raïms, compten amb una estructura única anomenada nectari que són dues fulles soldades que s'internen parcialment en l'esperó i les flors són blaves, rosades o blanques amb 5 sèpals laterals ròmbics i el·líptics que fan entre 12 a 14 mm i els seus pètals són trilobulats, lòbul central amb dos lòbuls curts, d'uns 6 mm de llargada, lòbuls laterals aproximadament de la mateixa longitud, amb esperons de 15 a 16 mm. L'esperó fa més de 12 mm, rectes a lleugerament corbats, a diferència de Consolida orientalis que rarament sobrepassa aquesta longitud. Compta amb un sol fol·licle que és el que estableix la diferència amb el gènere Delphinium. Les llavors no sobrepassen els 3 mm són negres, anguloses i amb escates transversals o amb petites làmines.

## Distribució i hàbitat
És originària d'Europa i la regió mediterrània. La seva floració és entre els mesos de maig i agost.
Se sol cultivar com a planta ornamental en jardins, així que amb freqüència apareix naturalitzada en marges de camins, herbassars i camps de conreu i llocs alterats.

## Taxonomia
Consolida ajacis va ser descrita per Carl von Linné i publicat a Verhandlungen und Mittheilungen des Siebenbürgischen Vereins für Naturwissenschaften zu Hermannstadt 4(3): 47, a l'any 1853.
Citologia
Número de cromosomes de Consolida ajacis (Fam. ranunculàcies) i taxons infraespecífics: 
2n=16
Etimologia
Veure:Consolida
ajacis: epítet d'origen grec que al·ludeix a "Àyax", un heroi de la mitologia grega que es va suïcidar al no rebre en herència les armes d'Ulisses després de la seva mort.
Sinonímia
- Delphinium ajacis L.
- Consolida ambigua (L.) P.W.Ball i Heywood[2]
- Consolida gayana (Wilmott) M.Laínz
- Delphinium gayanum Wilmott[6]
- Consolida baluchistanica Qureshi & Chaudhri
- Delphinium addendum W.R.McNab
- Delphinium ajacis f. alba R.H.Cheney
- Delphinium ambiguum Mill.
- Delphinium azureum Newb.
- Delphinium pauciflorum D.Don
- Delphinium simplex Salisb.[7]